# Sant'Anna d'Alfaedo
Sant'Anna d'Alfaedo är en ort och kommun i provinsen Verona i regionen Veneto i Italien. Kommunen hade 2 533 invånare (2018).